# Microsoft Update
Windows Update är en webbplats där företaget Microsoft tillhandahåller programfixar och uppdateringar för operativsystemet Microsoft Windows och de program som normalt medföljer operativsystemet. Nuvarande [när?] version är Windows Update v6. Det finns en utökad version av tjänsten kallad Microsoft Update som även kan uppdatera Office, SQL Server och andra produkter.